# 云南雀舌木
云南雀舌木（学名：Leptopus yunnanensis）为大戟科雀舌木属下的一个种。其种加词 yunnanensis 意为“云南的”。
现接受名为雀儿舌头（Leptopus chinensis (Bunge) Pojark., 1960）。